# ونوم (ترانه امینم)
«ونوم» تک‌آهنگی از هنرمند اهل ایالات متحده آمریکا امینم است. این ترانه موسیقی رسمی فیلم ونوم است و جزء آلبوم کامی‌کازه می‌باشد. این آهنگ در ۲۱ سپتامبر ۲۰۱۸ به صورت تک‌آهنگ منتشر شد. پس از انتشار این آلبوم، این آهنگ در چندین کشور از جمله ایالات متحده آمریکا، کانادا و استرالیا جزء ۵۰ هیتنگ برتر شد.